# Chakán Putum

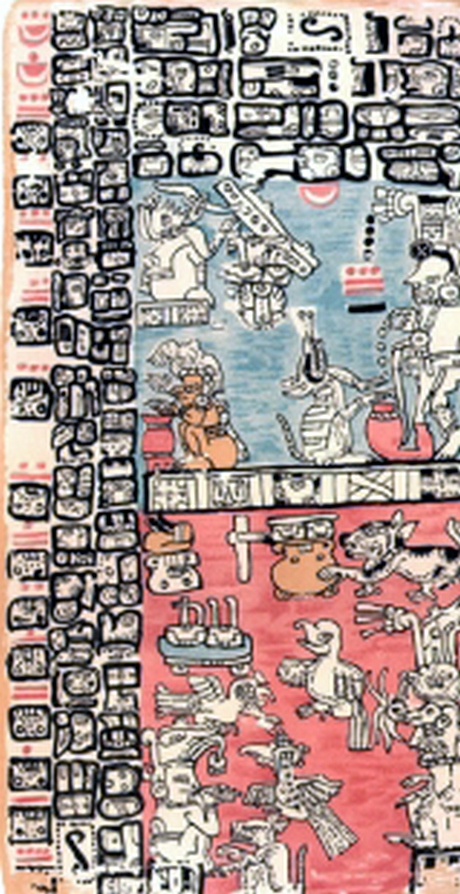
Códice de Madrid.

Chakán Putum, o  Chakanputún, fue, después de la desintegración de la Liga de Mayapán, una jurisdicción maya, que tomó el nombre de su principal población y con territorios que se extendían desde Seybaplaya hasta la Laguna de Términos. La región fue habitada por la etnia putún (chontales de Tabasco), que habrían tomado el nombre de la región.
De acuerdo a los conquistadores españoles la localidad tenía más de 8000 casas y una flotilla de más de 2000 canoas, las cuales eran utilizadas para el comercio y para la pesca. Sin embargo la historia de Chakán Putum es aún más antigua, de acuerdo a las últimas investigaciones se han descubierto vestigios arqueológicos del período formativo o precásico, sin embargo se refleja una mayor actividad en el período clásico debido a la presencia de los itzáes, así como en el período posclásico.

## Toponimia
"Chakán Putum"', es un vocablo maya que proviene de las raíces: Chakán cuyo significado es sabana, y Putum variante de petén que significa región o comarca es decir la "región de la sabana", se le ha denominado también con los nombres de “Chakan Petén”, “Chankan Putún”, “Champutún” hasta el actual nombre de “Champotón”. 
También se le ha llamado por confusión “Potonchán” (región de los mayas chontales del actual estado de Tabasco al oeste de Xicalango), debido a que Bernal Díaz del Castillo utilizó indistintamente los nombres de Potonchán, Chakan Putum y Champotón.

## Los itzáes
De acuerdo al Chilam Balam de Chumayel, los itzáes comenzaron a llegar a la península de Yucatán en el año 435, entrando por Bacalar y subiendo al norte y occidente, vivieron en Chichén Itzá del 555 al 692 d. C., pero por razones políticas, económicas y culturales abandonaron el lugar y peregrinaron a Chakán Putum, donde habitaron hasta el año 928.

## Los tutul xiúes
En el año 869, procedente de Nonohual, en Potonchán (Tabasco), llegó Ah Mekat Tutul Xiu, quién era el jefe de los tutul xiúes y obligó a los primeros itzáes a replegarse a la selva y abandonar Chakán Putum en el año 987 d. C. y otras ciudades, los tutul xiúes se establecieron principalmente en Uxmal , cuarenta años más tarde, algunos de los itzáes que vivían "bajo los árboles, bajo la ceniza y bajo la miseria" regresaron nuevamente a Chichén Itzá, otros de los itzáes se separaron y fundaron Mayapán (1047 d.c.), a estos últimos desde entonces se les conoció como los “cocomes”. En esa misma época llegó a la zona el príncipe Kukulcán, con los toltecas e influyó culturalmente a los itzáes y a los cocomes.
De acuerdo a la Relación de las cosas de Yucatán, Diego de Landa hace referencia que el príncipe Kukulkán regresó a Tenochtitlán, y que en su trayectoria se detuvo en Chakán Putum, donde construyó una pirámide o templo en el mar, y cuyos cimientos están soportados en un arrecife cercano a la playa.

## La liga de Mayapán
Cocomes, itzáes y tutul xiúes formaron la Liga de Mayapán que comenzó en 1047. Los cocomes hicieron la guerra a los itzáes quienes emigraron en el año 1194 al petén guatemalteco, años más tarde en 1441 los tutul xiúes pelearían con los cocomes, lo cual desintegraría la unión en la península de Yucatán, y las grandes ciudades serían abandonadas.

## Jurisdicciones mayas

División de las jurisdicciones mayas en el según Ralph Roys.

Después de la guerra entre los tutul xiúes y cocomes, la península de Yucatán, se fragmentó en 16 o 17 jurisdicciones llamadas “Kuchkabal”, en el actual estado de Campeche, se encontraba parte de la jurisdicción de Ah Canul, Can Pech, y Chakán Putum. Las pugnas entre jurisdicciones eran frecuentes, en especial entre cocomes y tutul xiúes.
Normalmente cada “Kuchkabal” tenía una capital donde vivía el gobernante y sacerdote supremo de la región llamado Halach Uinik. Cada Kuckabal se dividía en varios municipios llamados “Batalib” que a su vez eran gobernados por funcionarios llamados “Batab”, los cuales usualmente eran familiares del Halach Uinik a quién rendían fidelidad.
Cada Batab, era el jefe militar de su población, pero atendían órdenes de un jefe militar llamado “Nacom” que los coordinaba. 
En el lado religioso, después del Halach Uinik, seguía en rango el Ah Kin May, y los sacerdotes regulares Ah Kin (que significa el que viene del Sol). También existía un sacerdote sacrificador llamado “ Ah Nacom”.

## Descripción geográfica
La población de Chakán Putum, se encontraba a la orilla del río Champotón, y el nombre de la población generó el nombre de esta jurisdicción.
Al oeste colindaba con el Golfo de México, al suroeste con los territorios de los mayas chontales de Tabasco, al norte con la jurisdicción de Can Pech, y no existe una exacta definición en donde terminaba la jurisdicción hacia el este, algunas de otras poblaciones habitadas eran Ulumal, Haltunchén y Sihochac.
Tanto los habitantes de Chakán Putum, como los habitantes de Chactemal y Potonchán eran de la etnia putún (Chontales de Tabasco), y se tiene conocimiento que existían frecuentes desplazamientos de los pobladores entre estas jurisdicciones. 
Los mexicas no hacían ninguna distinción entre las jurisdicciones de Can Pech y Chakán Putum, y a ambas las denominaron como la provincia de “Cochistán”.
A tan solo 70 km al suroeste se encontraba la población de Tixchel de los mayas chontales, Chakán Putum era un punto importante en la ruta comercial que venía de Cupilco, Potonchán y Xicalango en Tabasco hacia el resto de la península y el mar Caribe.

## Economía
Las narraciones de los conquistadores españoles, describen que existía una población de 8000 casas, y que contaban con una flota de pesca de más de 2000 canoas la cual todos los días salía al mar, y llegaban al templo del arrecife para pedir y agradecer a sus dioses.
El río Champotón es navegable, y esto era aprovechado por los comerciantes mayas, para poder acceder al interior del territorio.
Cuando se consolidó la conquista de Yucatán, las encomiendas de la zona pagaban tributo de pesca.
De los asentamientos humanos que se conocen de la época de la conquista en Chakán Putum, se pueden mencionar: Si Ho playa, Haltunchen, Sihochac, Kehte, y Teop.

## Las primeras batallas con los españoles

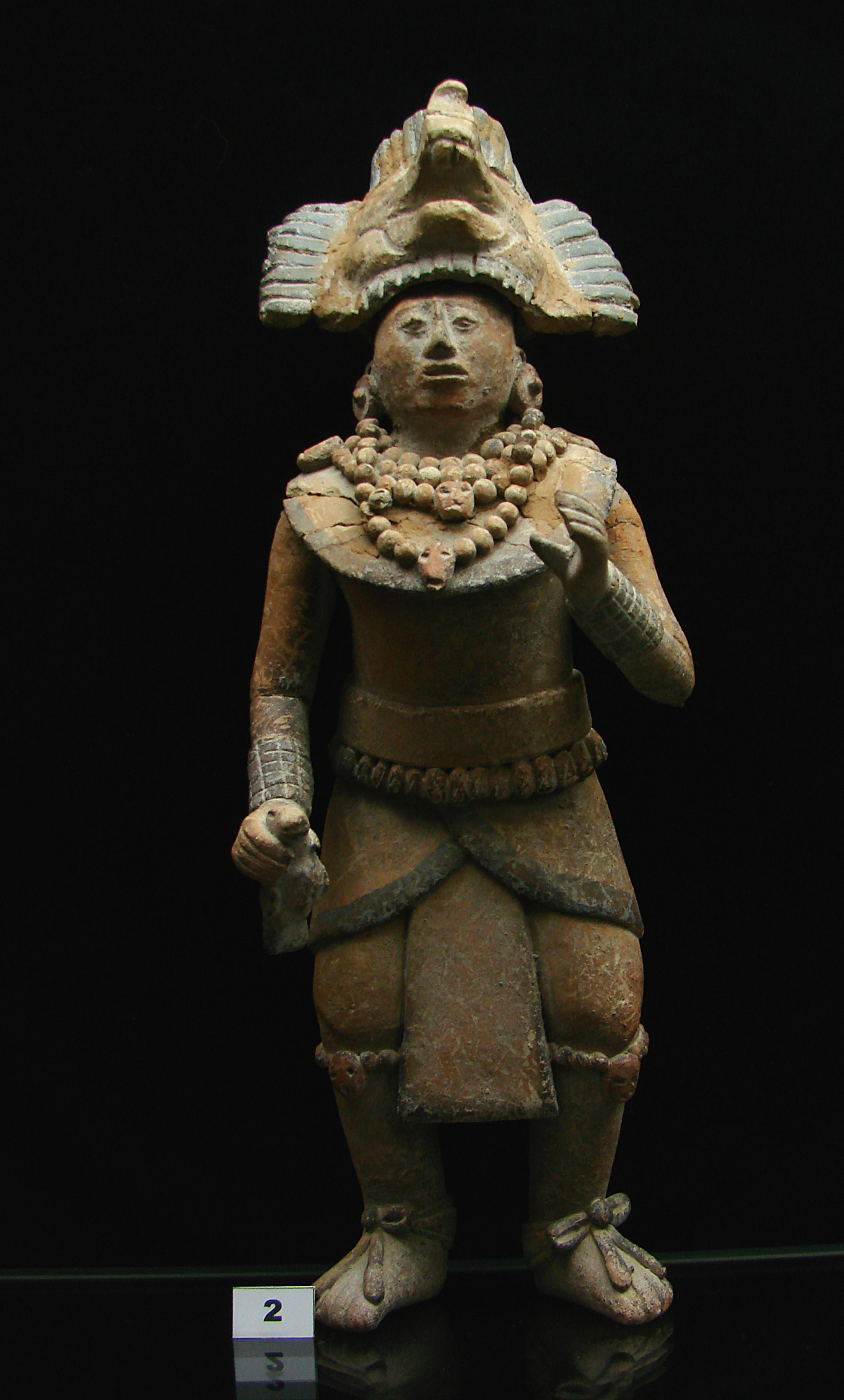
Arte maya.

En 1517 se realizó la primera expedición española a las costas mexicanas, por Francisco Hernández de Córdoba, que después de haber tocado Isla Mujeres y Cabo Catoche continuó bordeando el litoral de la península, llegando a Campeche, el domingo de San Lázaro, los naturales de Campeche recibieron bien a los españoles, incluso les tocaban la barba y sus personas, en este sitio se aprovisionaron de agua, y volvieron a embarcar para continuar su trayectoria, sin embargo incurrieron en el error de no cerrar sus pipas y contenedores de agua, por lo que tuvieron que desembarcar nuevamente un poco más al sur en Chakán Putum. 
Se encontraban los españoles llenando sus pipas de agua en un pozo al cual se le llamó posteriormente con el nombre de “Chen Pec” (“pozo del perro”), debido a los ladridos insistentes de un perro que parecía advertir la llegada del cacique llamado Moch Couoh, quién sin previo aviso lanzó su gente contra los españoles. Después de una fiera pelea, los españoles tuvieron que huir sin agua y con muchos heridos, 54 muertos y dos secuestros (Alonso Boto y un portugués viejo), el mismo Hernández de Córdoba salió con 33 heridas, pues los mayas pronto se dieron cuenta de que él era el jefe y según describe Díaz del Castillo gritaban “calachuni”, “calachuni” (que quiere decir “al jefe” o Halach Uinik), huyeron a la Florida lugar previamente conocido por el piloto Antón de Alaminos buscando agua, pero allá también fueron repelidos por los nativos (Bernal Díaz del Castillo quien participó en el viaje, fue herido en Florida) y finalmente regresaron al puerto de Carenas cerca de La Habana en Cuba, Hernández de Córdoba moriría 10 días más tarde a consecuencia de las heridas en Sancti Espíritus. 

..."...Que desde Campeche entendieron que había cerca un pueblo grande que era Champotón, donde llegados hallaron que el señor se llamaba Mochcouoh, hombre belicoso que lanzó a su gente contra los españoles, lo cual pesó a Francisco Hernández viendo en lo que había de parar; y que por no mostrar poco ánimo, puso también su gente en orden e hizo soltar artillería de los navíos; y que aunque a los indios les fue nuevo el sonido, humo y fuego de los tiros, no dejaron de acometer con gran alarido, y los españoles resistieron dando muy fieras heridas y matando a muchos. Pero que el señor animó tanto a los indios que hicieron retirar a los españoles y que mataron a veinte, hirieron a cincuenta y prendieron dos vivos que después sacrificaron.  Y que Francisco Hernández salió con treinta y tres heridas y que así volvió triste a Cuba...."
Relación de las cosas de Yucatán de Diego de Landa

Debido a estos acontecimientos, Champotón fue bautizado como “Puerto de Mala Pelea”.
Al año siguiente en 1518, partió de Cuba la segunda expedición al mando de Juan de Grijalva, después de pasar por Cozumel y la Bahía de la Ascensión, volvieron a rodear la costa de la península hasta llegar nuevamente a Chakán Putum para abastecerse de agua , debido a  la experiencia de la primera expedición, los españoles se encontraban más preparados para enfrentar y someter a los nativos.  La balanza del enfrentamiento se inclinó a los europeos quienes tuvieron 7 bajas (entre ellas Juan de Quiteria) y  60 heridos (Juan de Grijalva resultó herido con flechas y perdió dos dientes), los mayas  sufrieron muchas bajas (200), entre los muertos murió el jefe principal o Halach uinik, y el resto huyó tierra adentro. 

..."...y que dieron la vuelta a toda la costa hasta llegar otra vez a Champotón donde sobre tomar agua les mataron un hombre y les hirieron cincuenta, entre ellos a Grijalva, de dos flechas, y le quebraron diente y medio.  Y que así se fueron y nombraron a este puerto el Puerto de Mala Pelea..."
Relación de las cosas de Yucatán de Diego de Landa

Grijalva mandó a sus traductores (Julianillo y Melchorejo, mayas atrapados en Cabo Catoche durante la primera expedición que ya habían aprendido el castellano) para llamar a otros jefes o batab, nadie acudió al llamado, por lo que esta expedición abandondó Champotón y continuó su ruta hacia la desembocadura del río desde entonces llamado “Grijalva” en Tabasco, en esta expedición venía por primera vez Francisco de Montejo. El halach uinik Moch Couoh murió en este enfrentamiento, sin embargo el linaje o patronímico Couoh (Ko'woj), permaneció en la región, y una parcialidad de estos emigró al Petén Itzá en Guatemala.
En la tercera expedición (1519) que comandada Hernán Cortés, su intención era nuevamente desembarcar para vengar a los expedicionarios anteriores, pero el fuerte viento no favoreció el desembarque, y los pilotos convencieron a Cortés seguir de frente con las embarcaciones, de tal forma que pasaron de largo hasta la Laguna de Términos, donde enfrentarían a los mayas chontales de la región, es probable que los mayas de Can Pech, y Chakan Putúm hicieran un frente común ante el desembarque realizado en un punto cercano a Zintla (Centla), al oriente de Potonchán y Copilco.
Después de una fuerte confrontación (Batalla de Centla), Cortés sometió y pactó con los mayas de Potonchán, fundando la villa de Santa María de la Victoria, (Frontera).  Fue aquí donde los mayas regalaron a Cortés a Malintzin junto con otras esclavas como un acto de paz.
Una vez terminada la batalla de Centla, y recibidos los regalos, Cortés preguntó a los mayas chontales, la razón por la que no habían aceptado la paz, y ellos contestaron que por consejo del halach unik de Chakán Putum.

...Preguntóles, que fue la causa, porque tres veces rogados con la paz, no la admitieron. Y respondieron, que por los baldones del "cacique" (halach uinik) de Champoton (Chakán Putum) y su consejo, porque no los tuviesen por cobardes, y que también se lo aconsejó el indio Melchor que se huyó á ellos...."
Libro primero de la Historia de Yucatán, Diego López de Cogolludo

## La Conquista

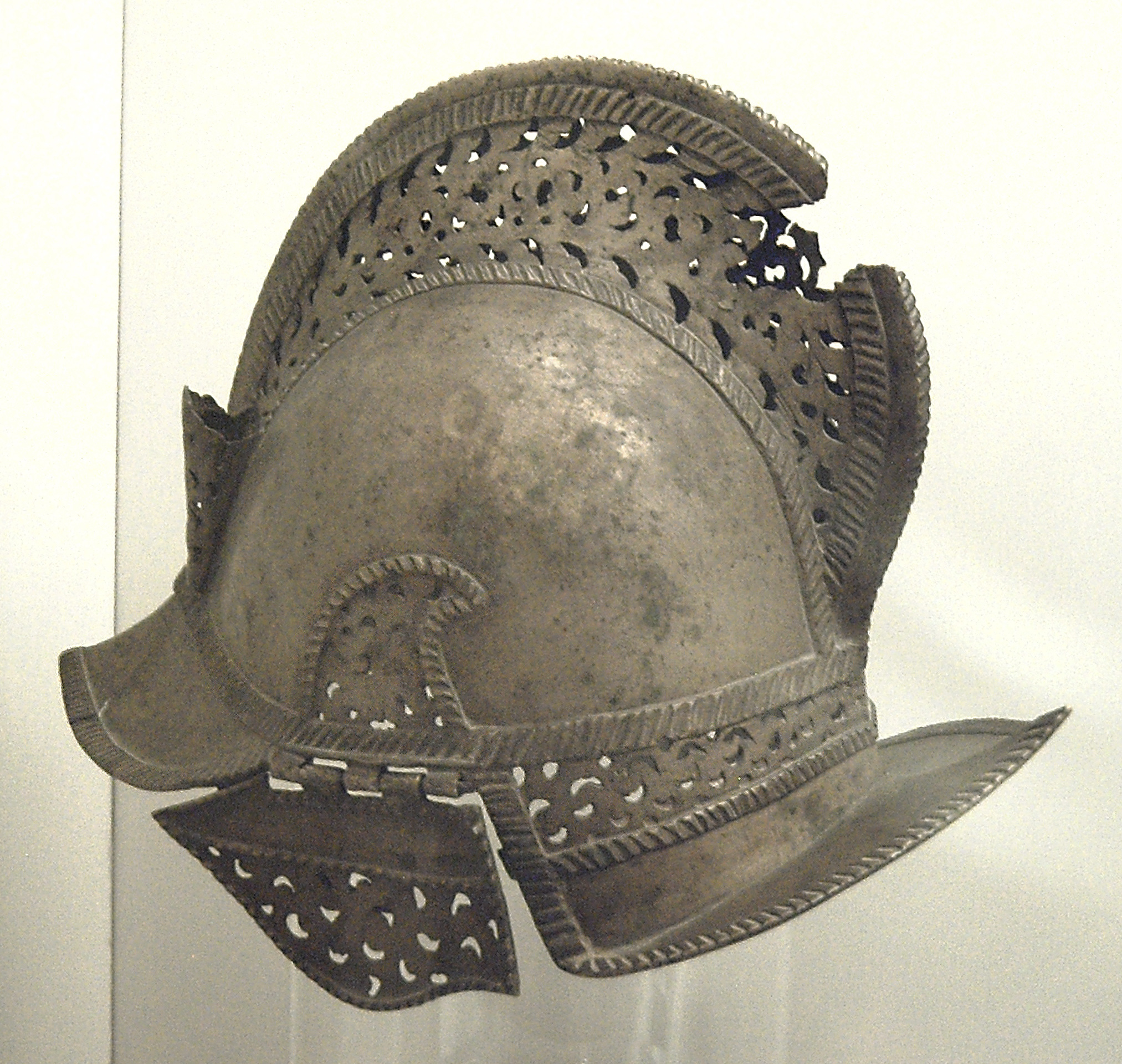
Casco español del.

En 1526 Francisco de Montejo, quien había participado en la conquista de Tenochtitlán, viajó a España y solicitó permiso para llevar a cabo la conquista de la península de Yucatán, de tal forma en 1526 la Corona española otorgó a Montejo el título de  "Adelantado, Gobernador, Alguacil Mayor y Capitán General de Yucatán".
Las conquistas de Chakán Putum y Can Pech, fueron un punto estratégico para realizar la tercera campaña de la Conquista de Yucatán.
En la primera etapa o intento,  Montejo incursionó entre 1527 y 1529 por el noreste  de la península con ayuda del capitán Alonso Dávila, pero fueron repelidos por los mayas.
En la segunda etapa o intento (1530-1535) Montejo incursionó  por el oeste, logrando fundar en 1531 “Salamanca de Campeche”.  Alonso Dávila  fue enviado por  Montejo a cruzar el sur  la península y fundó en Bacalar Villa Real, pero esta posición tuvo que ser abandonada.  Los aguerridos mayas se rebelarían en la batalla se San Bernabé el 11 de junio de 1531 en las inmediaciones de Campeche. 
El hijo de Montejo conocido como Montejo "el Mozo" es vencido en la ciudad real de Chichén Itzá hacia finales de 1534, por lo que en 1535, los españoles abandonan totalmente la península. 
Desde Honduras y después desde Ciudad Real de Chiapa (San Cristóbal de las Casas), Montejo “el adelantado” giraría órdenes a su hijo y sobrino para incursionar nuevamente en la península.
Montejo “el Adelantado” pidió a Lorenzo de Godoy trasladar la villa de San Pedro Tanoche en Tabasco hacia Chakán Putum para establecer la primera posición en la península, razón por la cual se le bautizó como “Villa de San Pedro Champotón” en 1538. (el traslado de la villa no fue nada fácil según narraría el conquistador Diego Sánchez que participó con su esposa en esta expedición) 
Francisco de Montejo "el Mozo", se encontraba en Santa María de la Victoria reclutando soldados y esperando recursos, actividad que llevó mucho tiempo.  
Al principio los mayas en Chakán Putum, cooperaron con los españoles de la villa, pero al ver que eran pocos comenzaron a conspirar. Francisco de Montejo, el sobrino quien había sido enviado por su primo para ayudar a proteger la posición, se dio cuenta de esta conspiración y en una operación sorpresiva secuestro a los batab mayas, llevándolos a Santa María de la Victoria, para que ahí éstos renovaran obediencia a “el Mozo”.   El nombre de la villa cambió a “Salamanca de Champotón”. 
No fue fácil para los españoles mantener la posición de Champotón, durante tanto tiempo, esperando las órdenes y refuerzos para comenzar el avance de la conquista.  Las deserciones de los españoles también eran debido a que sabían de antemano que la región no era rica ni en oro ni plata.  El cabildo de la posición decidió abandonar la posición y regresar a Tabasco, sin embargo ante las protestas de "el Sobrino", se retrasó el abandono, pues era necesario informar a "el Mozo" antes de llevar a cabo esta acción.

..."...Por ser la tierra tan pobre y estéril, a que no se pensaba en aquel tiempo haber ningún provecho della, por no haber minas de oro, ni plata, ni otros ningunos provechos, los españoles que estaban...en el dicho pueblo de Champotón, que es la entrada como dicho es, se huían e iban, y no querían estar en ella; este testigo visto que al servicio de Su Majestad convenía que los dichos españoles estuviesen y residiesen en el dicho pueblo hasta que viniese más gente, para que la entrada....enviaban por los españoles que se iban....muchos dellos se huyeron, los quales fueron causa para que los demás que estaban en el dicho pueblo se estuviesen en él e que no se ausentasen, y que fue muy útil y provechoso hacer lo susodicho porque si así no se hiciera todos los españoles se fueran y ausentaran y se despoblara el dicho pueblo...."
Francisco de Montejo "el Sobrino" 

En 1540 “el Mozo” desde Santa María de la Victoria recibió recursos materiales y humanos para asistir a la posición de Champotón, se inició un primer avance al norte y el 4 de octubre se estableció la guarnición de San Francisco de Campeche.  
“El Adelantado” designó a “Francisco Gil” como “teniente de gobernador y capitán general” como sucesor de “el Mozo” en el establecimiento de Champotón, así “el Mozo”, “el Sobrino” junto con otros capitanes avanzarían al norte y oriente la conquista de Yucatán.

## Época Colonial
En 1543 la corona designó a Fray Bartolomé de las Casas para ser obispo de Chiapas, sus límites jurisdiccionales incluían a Champotón.  
En 1546 dirigidos por fray Luis de Villalpando, llegan los frailes franciscanos, Juan de Albalote, Lorenzo de Bienvenida, Melchor de Benavente, Ángel Maldonado y Juan de Herrera.  
Ese mismo año en 1546  Francisco de Montejo, “el Adelantado”, introduce el cultivo de la caña de azúcar.
En 1549, el censo de la población era de tan solo 1890 tributarios.
Durante el Virreinato la ciudad fue cabeza de una importante región productora de azúcar, tuvo una población compuesta de españoles, mayas y esclavos negros, y fue atacada en 1644, 1672 y 1748 por piratas ingleses, que provocaron cuantiosos daños. 
La independencia de México fue pacífica en Champotón, como en el resto de la península de Yucatán, y la ciudad sirvió de refugio a los supervivientes del resto de la península durante la Guerra de Castas, ya que los indígenas mayas no se sublevaron en esta área. 
En 1852 la localidad obtuvo el título de villa.